# Olympisch Sportcentrum van Chongqing
Het Chongqing Olympic Sports Center (Chinees:重庆市 奥林匹克体育中心) is een multifunctioneel stadion in Chongqing, China.
Het stadion wordt meestal gebruikt voor voetbalwedstrijden, de voetbalclub Chongqing Lifan maakt gebruik van dit stadion. Het stadion is gebouwd in 2004 en biedt plaats aan 58.000 toeschouwers. In 2004 was dit stadion een van de stadions die werden gebruikt voor het Aziatisch kampioenschap voetbal, dat toernooi werd in China gespeeld van 17 juli tot en met 7 augustus. In dit stadion werden 6 groepswedstrijden gespeeld, de kwartfinale tussen Japan en Jordanië (1–1).